# Platyderides suvorovi
Platyderides suvorovi är en skalbaggsart som beskrevs av Kabakov 1996. Platyderides suvorovi ingår i släktet Platyderides och familjen Aphodiidae. Inga underarter finns listade i Catalogue of Life.